# Pocket Kodak

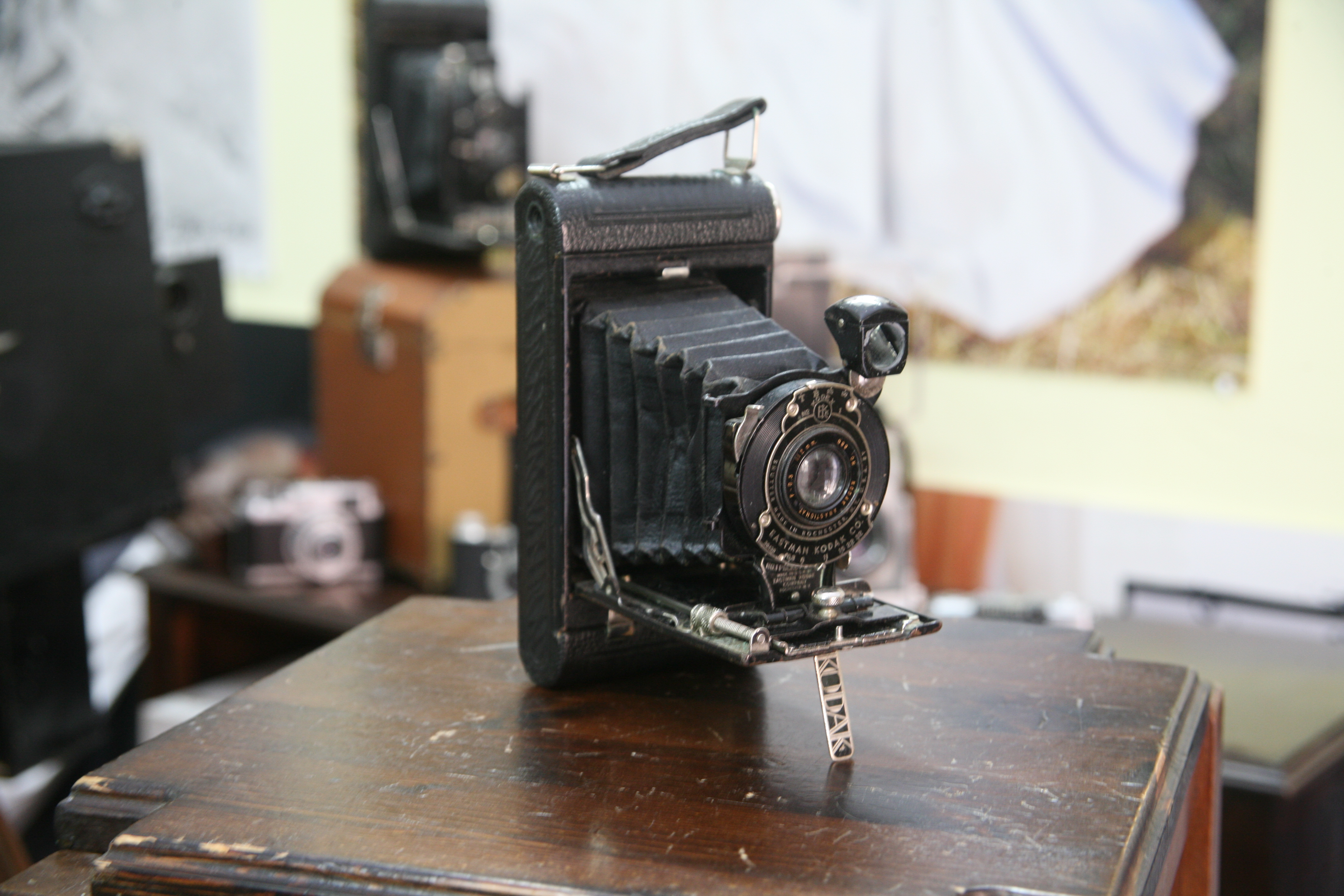
Pocket Kodak n ° 1 serie II con auto supporto grafico

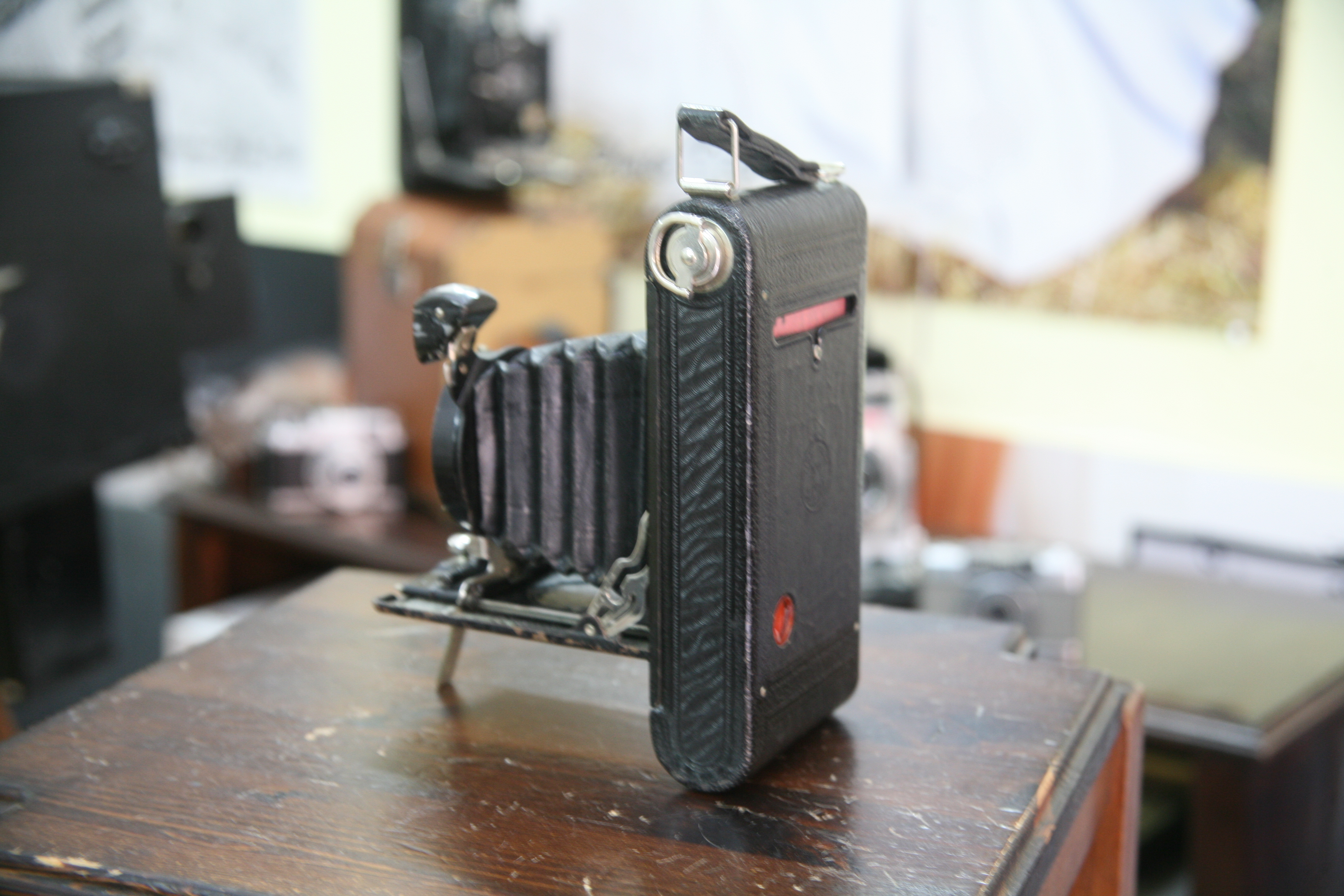
Retro della stessa Pocket Kodak di sopra

Le Pocket Kodak sono una serie di macchine fotografiche prodotte dalla Eastman Kodak a partire dal 1896.
Le Pocket Kodak è stata una macchina fotografica che per prima ha utilizzato un film che poteva essere caricato durante il giorno.
Pubblicizzata come una  "macchina fotografica che poteva stare in tasca", successivamente nel 1912 sarà la Vest Pocket Kodak ad essere ancora più piccola.
La Kodak introdusse un nuovo standard di pellicola: la 105 film prodotta fino al 1949, la 116 film fino al 1981, 118 film, 122 film fino al 1981, e il 123 film prodotta fino al 1949.

## Modelli prodotti
Viene indicato il modello in base al tipo di pellicola Kodak con il numero di ordine del rotolo:
105 film utilizzato della fotocamera

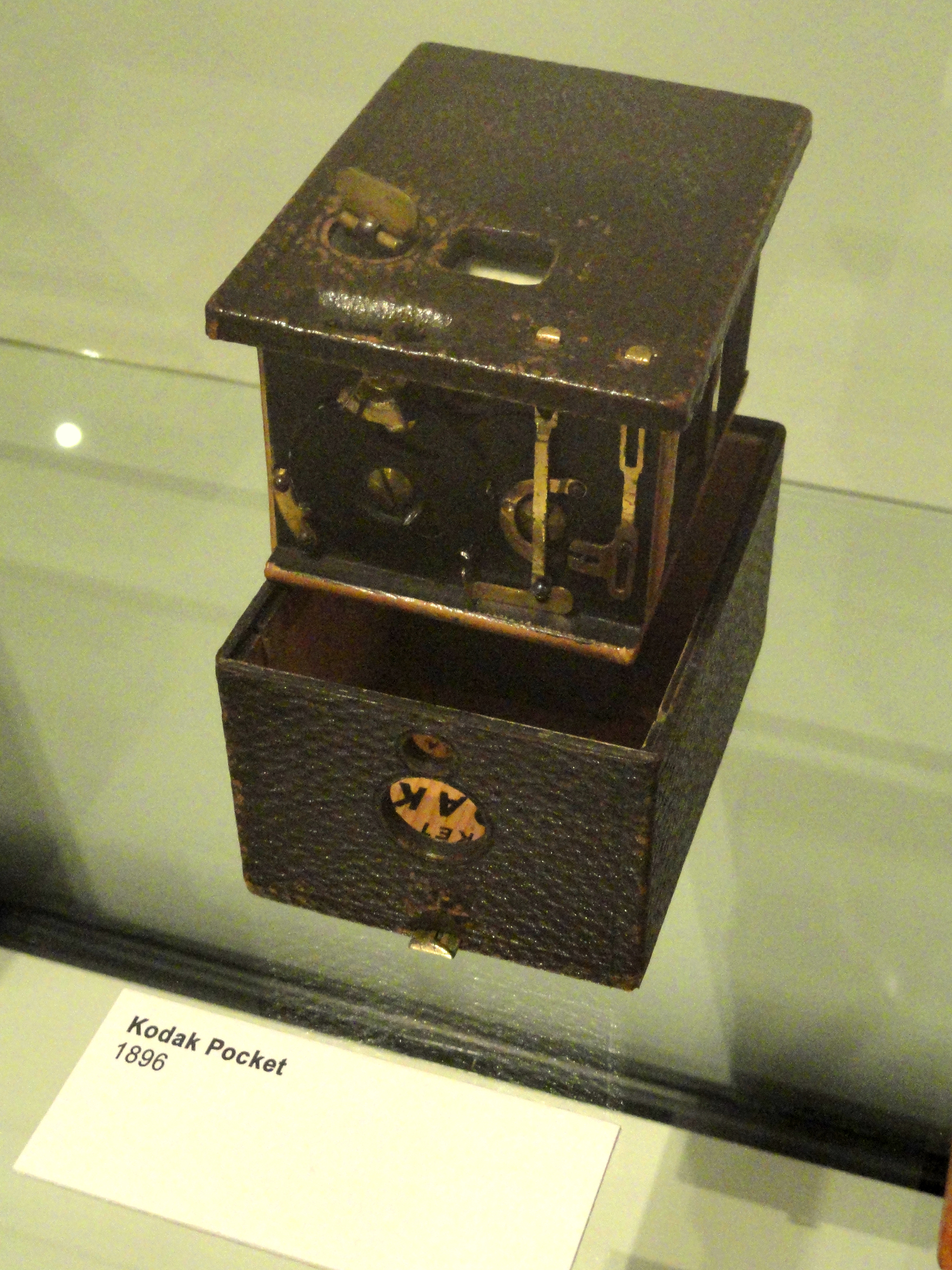
Pocket Kodak 1896

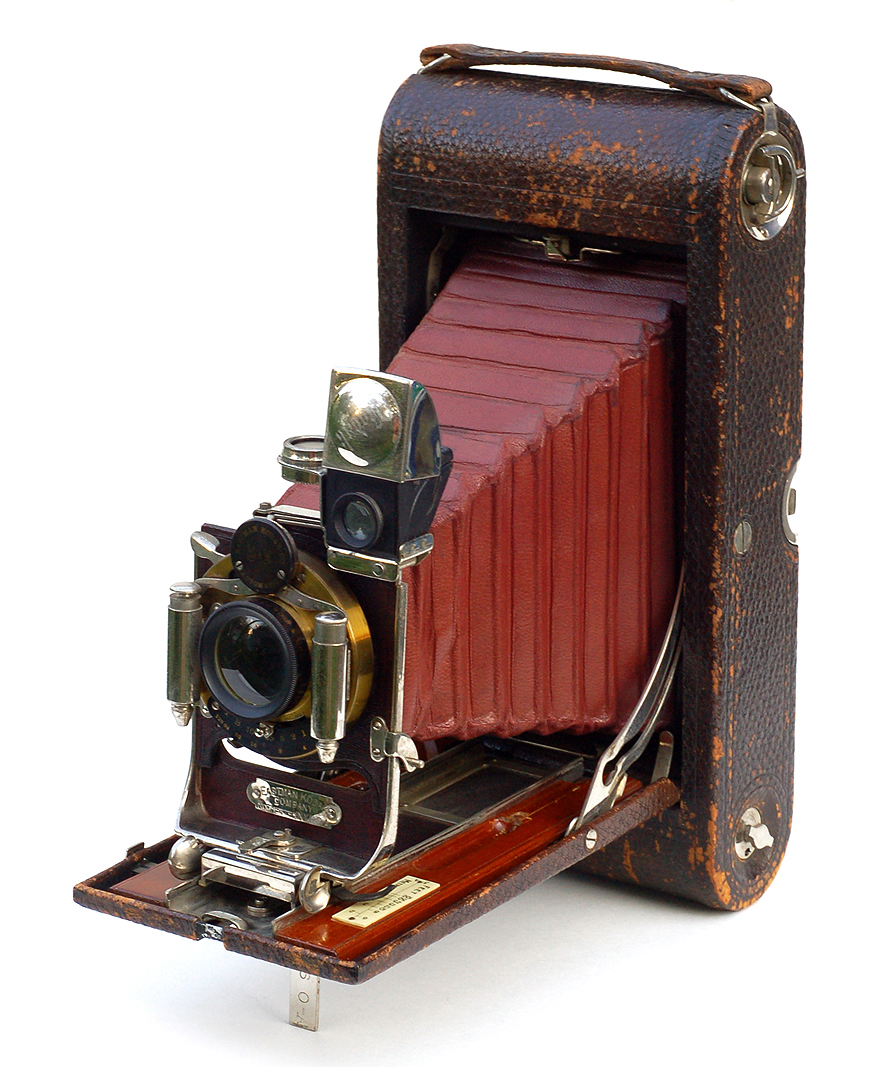
Pocket Kodak No. 3a

- Folding Pocket Kodak (rilasciata nel 1897)
- No.1 Folding Pocket Kodak Modello C è in alluminio leggero viene utilizzato per la parte - (pubblicata nel 1905).

116 film utilizzato della fotocamera
- No.1A Pocket Kodak (1926 release) - macchina fotografica pieghevole

118 film utilizzato della fotocamera
- No.3 Folding Pocket Kodak modello F

120 film utilizzato della fotocamera
- Pocket Kodak (rilasciata nel 1896)
- Pocket Kodak No.1a
- Pocket Kodak No.2c
- Pocket Kodak No.3a
- Pocket Kodak Junior No.1
- Pocket Kodak Junior No.1a
- Pocket Kodak No.1 Serie 2 - auto supporto grafico
- Pocket Kodak No.1a Series 2
- Pocket Kodak No.1 speciali
- Pocket Kodak Special No.1a
- Pocket Kodak Special No.2c
- Pocket Kodak No.3 speciali
- No.3A Folding Pocket Kodak

 122 film utilizzato della fotocamera 
- No.3A pieghevole tasca Kodak (pubblicata nel 1905)

123 film utilizzato della fotocamera
- No.4 Folding Pocket Kodak Modello B (pubblicata nel 1907)